# Harmstonia intricata
Harmstonia intricata är en tvåvingeart som beskrevs av Robinson 1964. Harmstonia intricata ingår i släktet Harmstonia och familjen styltflugor.
Artens utbredningsområde är Tennessee. Inga underarter finns listade i Catalogue of Life.